# Medizincontrolling
Unter dem steigenden Druck der gesundheitspolitischen Rahmenbedingungen hat sich in den letzten Jahren ein neues Tätigkeitsfeld, welches krankenhausspezifische und betriebswirtschaftliche Kenntnisse mit fundierter medizinischer Kompetenz verbindet, entwickelt.
Das Tätigkeitsfeld im Medizincontrolling umfasst die systematische Analyse und Verbesserung medizinisch organisatorischer Prozesse, die medizinökonomische Unternehmensentwicklung und -Beratung, die Qualitätssicherung der Leistungsdokumentation sowie das Erlösmanagement in der Zusammenarbeit mit Kostenträgern.
Eine besondere Stellung im strategischen Medizincontrolling nimmt dabei die Vorbereitung und Begleitung der jährlichen Budgetverhandlungen ein. Zusätzlich rückt aktuell die Kommunikation mit den Kostenträgern und dem MDK unter besonderer Betrachtung medizinrechtlicher Aspekte in den Vordergrund der Tätigkeiten im Medizincontrolling.
Im Organigramm findet sich der ausgebildete, erfahrene Medizincontroller im mittleren Management, als Stabsstelle der Entscheidungsträger, aber auch in leitender Funktion wieder. Neben der Tätigkeit im Krankenhaus sind zunehmend Positionen bei Kostenträgern und der Industrie zu besetzen. Es haben sich teils IHK-zertifizierte Weiterbildungen diverser Fortbildungsveranstalter und auch Masterstudiengänge an verschiedenen privaten Fachhochschulen etabliert. Einen einheitlichen Ausbildungsgang gibt es nicht.

## Anforderungsprofil

### Qualifikationen
- Medizinische Hochschulausbildung oder pflegerische Ausbildung in Verbindung mit einer Weiterbildung zur Med. Kodierfachkraft (IHK)
- (Krankenhaus-) betriebswirtschaftlicher Ausbildung (oder Vollzeit-Studium z. B. der Gesundheitsökonomie)
- Gute Kenntnisse im Bereich des Krankenhausrechts
- Mehrjährige berufliche Praxis im Krankenhausbereich
- Qualifizierte Fort- und Weiterbildung zum Medizincontroller (IHK)

### Fach- und Methodenkompetenz
- Umfassende und übergreifende Kenntnisse der Humanmedizin, die eine gute Orientierung in allen medizinischen Fachgebieten ermöglichen
- Krankenhausrecht und Sozialgesetzgebung:
  - SGB V
  - Krankenhausentgeltgesetz (KHEntgG, 2002)
  - Krankenhausfinanzierungsreformgesetz (KHRG, 2009)
  - Krankenhausstrukturgesetz (KHSG, 2016)
  - Pflegepersonal-Stärkungsgesetz (PpSG, 2019)
  - Krankenhauszukunftsgesetz (KHZG, 2020)
  - Krankenhausversorgungsverbesserungsgesetz (KHVVG) / Krankenhausreform (2024)
- Sichere Beherrschung der wissenschaftlichen Arbeitsmethodik inklusive Statistik
- Umfassende Kenntnisse der Informatik und der EDV-Technologie:
  - Anwendungen: Datenbanken, Verschlüsselungssysteme (ICD/OPS, FP/SE, DRG-Grouper), Prozessmanagement-Tools, Kommunikation etc.
  - System: KIS, MIS, Netzwerk, Intranet und Internet
  - Knowledge Management Tools
- Beherrschung der Methoden aus dem Bereich des Prozessmanagements
  - Prozess- und Organisationsanalyse
  - Prozessvisualisierung, -modellierung und -simulation
  - Implementierungstechniken
  - Beherrschung der Methoden aus dem Bereich des Qualitätsmanagement
  - Qualitätskonzepte (UQM, TQM, EFQM, KTQ etc.)
- Sichere Kenntnisse der Betriebswirtschaftslehre
  - Finanzbuchhaltung, Bilanz, Liquidität, Rentabilität
- Kenntnisse der Kostenrechnungsverfahren
  - Kosten- und Leistungsrechnung
  - Kostenträgerrechnung und Prozesskostenrechnung
- Wirtschaftlichkeitsrechnung und Investitionsplanung
  - Budgetierung, Deckungsbeitragsrechnung, Target Costing
  - (Nach-)Kalkulation der Leistungen (FP/SE, DRG)
  - Profitcenter-Methode
- Betriebswirtschaftliches Controlling
  - Kosten- und Leistungsplanung
  - Erfassung und Aufbereitung der Informationen
  - Soll-Ist-Vergleich und Abweichungsanalysen
  - Kontrolle und Koordination, Kostenmanagement, Interne Budgetierung
- Management-Techniken
- Moderations- und Präsentationstechniken
- Arbeitsrecht im Krankenhaus

## Ausbildung und Tätigkeitsprofil

### Ausbildung
Ausbildungen zum Medizincontroller werden von zahlreichen Bildungsanbietern seit den 90er Jahren durchgeführt; seit einigen Jahren gibt es auch vereinzelte Studiengänge. Das Berufsbild und die Ausbildung sind nicht gesetzlich geschützt.

### Allgemeine Aufgaben
Medizincontrolling überwacht die Struktur-, Prozess- und Ergebnisqualität der medizinischen Leistungserstellungsprozesse im Krankenhaus. Durch die konsequente Umsetzung der Prozessorientierung sorgt das Medizincontrolling für Kostenoptimierung und trägt somit zu höherer Wirtschaftlichkeit bei.
Medizincontroller sind interne betriebswirtschaftliche Berater im medizinischen Bereich und medizinische Berater im Verwaltungsbereich. Damit trägt das Medizincontrolling als internes Consultingorgan zur Erhöhung der Transparenz und Beschleunigung der Schnittstellenprozesse bei.

### Aufgaben im operativen Bereich
- Unterstützung des Patientenmanagements
  - Datenübermittlung (§301 SGB V; § 21 KHEntgG)
  - Implementierung neuer Klassifikationen und Kataloge (ICD-10, OPS-301)
  - Logistik der patientenbezogenen Verwaltungsprozesse
  - Abrechnungsmanagement (FP/SE, DRG, Hybrid-DRG)
  - Validierung der Daten (Diagnosen, Prozeduren)
- Optimierung der internen Kommunikation zwischen dem medizinischen und administrativen Bereich
- Optimierung der medizinischen Dokumentation
  - Qualität der Kodierung mit der  ICD-10- und OPS-301-Klassifikationen
  - Verlaufsdokumentation
- Einsatz der EDV-Technologie im medizinischen Bereich
  - Anpassung und Implementierung der medizinischen Software
  - Elektronische Datenerfassung und Bereitstellung
  - Verschlüsselungssoftware (ICD, OPS, FP/ES, DRG)
  - Medizinische Informations-Systeme
- Funktion als interner Berater im ärztlichen Bereich
  - Interne Budgetierung – Interpretation der Daten
  - Medizinische Dokumentation – Optimierungsstrategien, Arbeitstechniken
  - Optimierung der Prozessorganisation
  - Auswahl der zutreffenden Form der Krankenhausbehandlung
  - Leistungsplanung und -erfassung im medizinischen Bereich
- Analyse der Leistungsdaten und Bereitstellung der Auswertungen
- Analyse der Leistungserstellungsprozesse im medizinischen Bereich
- Standardisierung im medizinischen Bereich
  - Diagnostische und therapeutische Leitlinien
  - Evidence Based Medicine
- Enge Zusammenarbeit mit Controlling, Qualitäts- und Prozessmanagement

### Aufgaben im strategischen Bereich
- Internes Consulting
- Optimierung der interdisziplinären Zusammenarbeit
- Vorbereitungen und Einführung des DRG-Systems
- Informationstechnologie im Krankenhaus
- Management im Rahmen der Besonderen Versorgung (§140a SGB V)
- Mitwirkung bei der Implementierung eines Prozessmanagement-Systems
- Mitwirkung bei der Implementierung des Qualitätsmanagement-Systems und der Umsetzung der gesetzlich geförderten Maßnahmen zur Qualitätssicherung
- Unterstützung der Krankenhausleitung bei der Umsetzung gesetzlichen Normen und (Neu-)Regelungen
- Durchführung komplexer Analysen, wie z. B.:
  - Analyse und Optimierung des Leistungsspektrums
  - Analyse der Wettbewerbssituation
  - Analyse der medizinischen Entwicklung unter dem Kosten-Nutzen-Aspekt
  - Mitwirkung bei der Vorbereitung auf das Krankenhaus-Benchmarking
- Ausbau der Kommunikation mit den externen Partnern
  - Krankenkassen und Medizinischer Dienst
  - Niedergelassene Ärzte und andere Krankenhäuser